# اووریاز
اووریاز(فرانسوی: Avoriaz‎؛ فرانسوی: [avɔʁja]، Franco-Provençal: [aˈvɔʁja, aˈvɔʁi]) استراحتگاه کوهستانی در فرانسه و در قلب منطقه اسکی پورتس دو سولیل است. این استراحتگاه در قلمرو کمون مورزین واقع شده‌است. قدمت احداث اولین بالابرهای اسکی در این منطقه، به سال ۱۹۳۰ بازمی‌گردد. امروزه اووریاز یکی از اصلی‌ترین مناطق گردشگری اسکی به‌شمار می‌آید و میزبان طیف وسیعی از فعالیت‌های این رشتهٔ ورزشی است. اووریاز همچنین مرکز راه‌نوردی، گلف و دوچرخه‌سواری کوهستان است.

## نگارخانه

دورنمایی از اووریاز در اواخر بهار
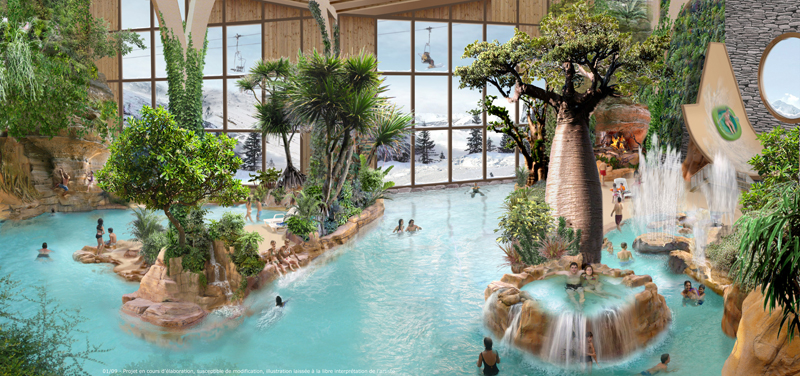
یک مرکز تفریحی سرپوشیده
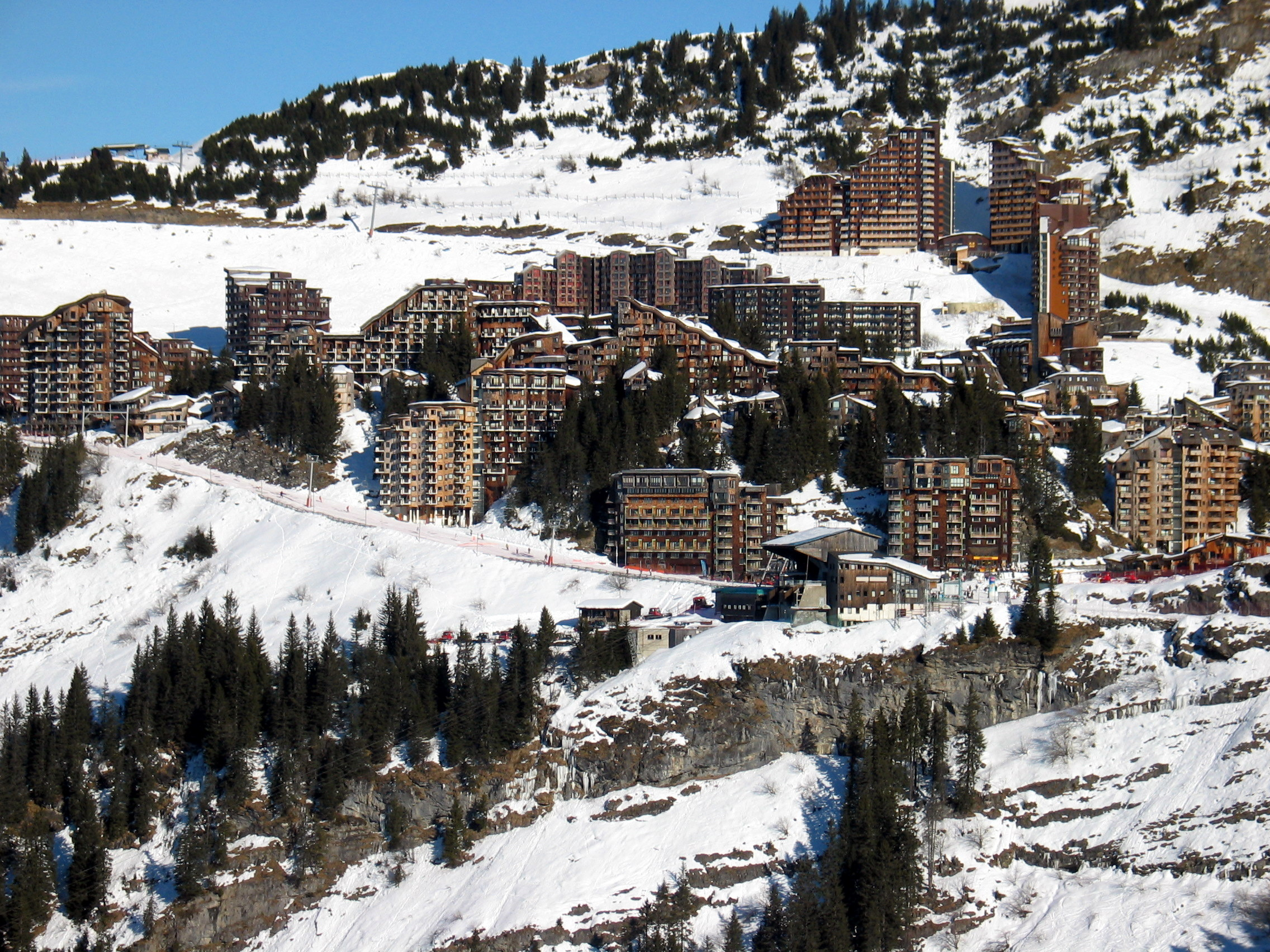
نمایی در زمستان